# Wood Harris
Pour les articles homonymes, voir Harris.
Sherwin David Harris dit Wood Harris, est un acteur américain né le 17 octobre 1969 à Chicago dans l’Illinois. Il est le frère de Steve Harris, lui aussi acteur. Il est principalement connu pour avoir interprété le rôle de Julius Campbell dans le film Le Plus Beau des combats, sorti en 2000, ainsi que pour avoir incarné le baron de la drogue Avon Barksdale dans la série Sur écoute.

## Biographie
Wood Harris naît à Chicago le 17 octobre 1969. Il obtient un Bachelor of Arts (licence) en théâtre à l’université du Nord de l'Illinois avant d’avoir un Master of Fine Arts (mastère 2)  dans le même domaine par l’université de New York. Il obtient son premier rôle majeur en 1994, dans le film Above the Rim, où il joue un joueur de basket, dans lequel il est aux côtés de Tupac Shakur. Au même moment, il joue dans diverses pièces de théâtre à Broadway.
Il a également joué dans la série Sur écoute, et fait une apparition dans la série Oz.

## Filmographie

### Cinéma
- 1994 : Above the Rim de Jeff Pollack : Motaw
- 1997 : Pour le pire et pour le meilleur de James L. Brooks : Cafe 24 Busboy
- 1998 : Celebrity de Woody Allen : Al Swayze
- 1998 : Couvre-feu de Edward Zwick : Officier Henderson
- 2000 : Train Ride de Rel Dowdell : Will
- 2000 : Committed (en) de Lisa Krueger : Chicky
- 2000 : Are You Cinderella? de Charles Hall
- 2000 : Le Plus Beau des combats de Boaz Yakin : Julius Campbell
- 2000 : The Gold Cup de Lucas Reiner : Clayton
- 2002 : Paid in Full de Charles Stone III (en) : Ace
- 2004 : Joy Road de Harry A. Davis : Tony Smalls
- 2005 : Dirty de Chris Fisher : Brax
- 2006 : Southland Tales de Richard Kelly : Dion Element
- 2006 : Ways of the Flesh de Dennis Cooper : Dr Sidney Zachary
- 2008 : Jazz in the Diamond District de Lindsey Christian : Gabriel Marx
- 2009 : Les Liens sacrés de Bill Duke : Darnell Gooden
- 2009 : Dough Boys (en) de Nicholas Harvell : Julian France
- 2009 : Next Day Air de Benny Boom : Guch
- 2012 : The Babymakers de Jay Chandrasekhar : Darrell
- 2012 : Dredd de Pete Travis : Kay
- 2015 : Ant-Man de Peyton Reed : Gale
- 2015 : Creed : L'Héritage de Rocky Balboa (Creed) de Ryan Coogler : Tony « Little Duke » Evers
- 2017 : L.A. Rush (Once Upon a Time in Venice) de Mark et Robb Cullen : Prince
- 2017 : Blade Runner 2049 de Denis Villeneuve : Nandez
- 2017 : 11 septembre (9/11) de Martin Guigui : Michael
- 2018 : Creed 2 de Steven Caple Jr. : Tony « Little Duke » Evers
- 2023 : Creed 3 de Michael B. Jordan : Tony « Little Duke » Evers
- 2025 : One Battle After Another de Paul Thomas Anderson

### Télévision
- 2002 : Numb3rs : Murphy "Pony" Fuñez
- 2002-2008 : Sur écoute (The Wire) : Avon Barksdale
- 2021 : Black Mafia Family (B.M.F) : « Pat »
- 2022 : Lakers Dynasty : Spencer Haywood
- 2024 : Lady in the Lake
- 2025 : Pour toujours : Eric